# 索尼娅·罗伯逊
索尼娅·罗伯逊（英語：Sonia Robertson，1947年6月2日—），津巴布韦女子曲棍球运动员。她曾代表津巴布韦国家队参加1980年夏季奥林匹克运动会曲棍球比赛，获得一枚金牌。